# Misunderstood (Bon Jovi)
Misunderstood è una canzone dei Bon Jovi, scritta da Jon Bon Jovi, Richie Sambora, Andreas Carlsson, e Desmond Child. Fu estratta come secondo singolo dall'ottavo album in studio del gruppo, Bounce, nell'ottobre del 2002. Raggiunse la posizione #21 della Official Singles Chart britannica la #33 della ARIA Charts australiana e la #15 della Billboard Hot 100 statunitense.

## Video musicale
Il videoclip di Misunderstood inizia mostrando una ragazza, Jill, che apre la porta della sua stanza. Mentre entra, trova il suo ragazzo Jack a letto insieme ad un'altra ragazza nuda. Jack sostiene che non è come sembra e chiede a Jill di fargli spiegare come sono andate realmente le cose. Non appena il ragazzo comincia a raccontare la sua versione dei fatti, il video si trasforma in flashback e così parte la canzone in sottofondo. Viene dunque mostrata la vicenda estremamente inverosimile e palesemente inventata come scusa da Jack, con le sue parole che appaiono come sottotitoli mentre il video va avanti. Contemporaneamente al video della giornata "sfortunata" di Jack appaiono i Bon Jovi che eseguono il brano dal vivo. Ecco il dialogo di Jack (tradotto):
"Ti stavo comprando dei fiori... sono scivolato e ho sbattuto la testa... ero incosciente... qualcuno mi ha rubato il portafoglio... Ho avuto una amnesia... ho vagato senza meta... ho trovato quello che mi aveva messo le mani in tasca... e mi cacciai... in una brutta situazione! Mi hanno messo in una scatola ... e mi hanno scaricato nel fiume! Ho galleggiato per ore e ore... alla fine sono approdato a terra... volevo solo andare a casa... ma per sbaglio mi hanno arrestato... e messo dietro le sbarre. Infine hanno preso il reale colpevole... sono finito fuori un club segreto... ero in prima fila a un concerto dei Bon Jovi... e mi è tornata la memoria! Sono stato attaccato da dei cani... mi hanno strappato i vestiti di dosso... finalmente sono giunto alla mia camera da letto... e proprio in quel momento è sopraggiunto un terremoto... e questa ragazza è caduta attraverso il soffitto!"
Una volta conclusosi il video del racconto di Jack, la scena torna al presente nella sua stanza ed il video si conclude con il ragazzo che dice: "ecco esattamente cosa è successo".

## Tracce
1. Misunderstood - 3:30 (Jon Bon Jovi, Richie Sambora, Andreas Carlsson, Desmond Child)
2. Undivided (Demo) - 5:08 (Bon Jovi, Sambora, Billy Falcon)
3. Joey (Demo) - 5:13 (Bon Jovi, Sambora)

## Formazione
- Jon Bon Jovi - voce, chitarra
- Richie Sambora - chitarra solista, seconda voce
- David Bryan - tastiere, seconda voce
- Hugh McDonald - basso
- Tico Torres - batteria, percussioni

## Classifiche
| Classifica (2002/03)       | Posizione massima |
| -------------------------- | ----------------- |
| Australia                  | 33                |
| Austria                    | 37                |
| Belgio (Fiandre)           | 63                |
| Brasile                    | 24                |
| Canada                     | 19                |
| Germania                   | 35                |
| Irlanda                    | 37                |
| Italia                     | 32                |
| Paesi Bassi                | 27                |
| Regno Unito                | 21                |
| Spagna                     | 9                 |
| Stati Uniti                | 106               |
| Stati Uniti (adult top 40) | 25                |
| Stati Uniti (pop)          | 34                |
| Svezia                     | 39                |
| Svizzera                   | 57                |
| Ungheria                   | 9                 |